# Oediceroides weberi
Oediceroides weberi is een vlokreeftensoort uit de familie van de Oedicerotidae. De wetenschappelijke naam van de soort is voor het eerst geldig gepubliceerd in 1932 door Pirlot.